# Tramwaje w Lund
Tramwaje w Lund – system tramwajowy w Lund, obejmujący jedną linię o długości 5,5 km i dziewięć przystanków.
Tramwaje w Lund funkcjonują od 13 grudnia 2020 roku i łączą średniowieczne centrum miasta Lund C ze Szpitalem Uniwersyteckim w Skåne, Politechniką w Lund, ośrodkami badawczymi Ideon i Medicon Village, strefą Sony-Ericsson i ośrodkami badawczymi MAX IV i ESS. Prace budowlane trwały od 2017 r. kosztem ok. 1,5 mld koron szwedzkich. Sieć obsługuje 7 tramwajów CAF Urbos 100.